# 董云海
董云海（1936年—），山西洪洞人。中国人民解放军少将。

## 生平
早年毕业于中国人民解放军军事学院。1983年，担任山西省太原军分区司令员。1988年授少将军衔。1989年，任中国人民解放军石家庄陆军学院副院长。1992年，担任中共山西省委常委、山西省军区司令员。